# U 48 (1939)
El U 48 o Unterseeboot 48 fue un submaríno alemán del Tipo VIIB de la Kriegsmarine durante la Segunda Guerra Mundial. El U 48 fue el submarino con más éxito de la Kriegsmarine durante la contienda. Durante los dos años que permaneció como unidad de primera línea, el U 48 hundió 55 buques con 321 000 t de registro, y dañó dos más con un total de 12 000 t en las doce patrullas de combate que realizó desde el inicio de las hostilidades.

## Construcción
El U 48 fue construido en los astilleros Germaniawerft de Kiel entre 1938 y 1939, y fue completado poco antes del inicio de las hostilidades en septiembre de 1939, entregándose el mando al Kapitänleutnant Herbert Schultze. Cuando se declaró la guerra, estaba en el Atlántico Norte y recibió la noticia vía radio, tras lo cual comenzó inmediatamente a operar contra los buques aliados.

## Patrullas de combate
El U 48 cruzó el Canal de la Mancha dos días después de que Reino Unido y Alemania entraran en guerra. Se anotó su primera víctima, el SS Royal Sceptre de 5 000 t, hundiéndolo junto a otros dos buques no escoltados, y retornó a Kiel por el mar del Norte el 17 de septiembre. Su segunda patrulla fue aún más exitosa, al echar a pique varios buques aliados en la misma zona de sus victorias precedentes, incluido el petrolero francés de gran tamaño SS Emile Miguet el 12 de octubre. Otros cuatro mercantes fueron hundidos en esta patrulla, durante la cual el U 48 no se vio en problemas por las contramedidas aliadas.
Hundió otros tres buques en su última patrulla de 1939 y dañó otro, incluidos dos buques neutrales que operaban en áreas controladas por los aliados. Tras un pequeño alto en el periodo navideño, volvió al mar para hundir al transatlántico británico de la Blue Star Line SS Sultan cuando solo transportaba mercancías. desplegó minas en St Abbs Head que no tuvieron efectos, pero dos buques neutrales neerlandeses fueron agregados a su cuenta, así como un buque finlandés, todos ellos operando en el Atlántico Norte contra el sistema de convoyes aliados.
Su quinta patrulla, en junio de 1940, fue una de sus más exitosas, aprovechando la confusión que causó en Europa la caída de Francia, para dejar un rastro de destrucción alrededor de las islas británicas, hundiendo tres buques con su pasaje en el océano Atlántico, y consiguiendo extender su patrulla, gracias a las facilidades de reabastecimiento en Trondheim, Noruega. En total, reclamó ocho hundimientos de buques en convoyes del Atlántico oriental en este crucero, y otros cinco más en su sexta patrulla en agosto, la cual finalizó en Lorient, Francia, lo que expandía enormemente su radio de acción.
En septiembre, en su séptima patrulla, impactó al mundo debido al hundimiento del SS City of Benares, uno de los ocho buques que echó a pique en seis días de los convoyes SC-3 y OB-213. El Benares era un buque de refugiados, que transportaba niños desde Gran Bretaña a Canadá para ponerlos a salvo de los bombardeos alemanes sobre ciudades británicas. 258 personas, incluidos 77 niños, murieron en este ataque. Entre otros hundimientos, estuvo el de la fragata británica HMS Dundee. Su octava patrulla también fue altamente eficaz, hundiendo en total siete buques de convoyes atlánticos, incluido uno del Convoy SC-7. Las operaciones en estas patrullas estuvieron más al norte que las de las patrullas precedentes, desarrollándose al sur de Groenlandia. 
A pesar de que en las patrullas novena y décima del U 48 consiguió dos y cinco hundimientos, respectivamente, comenzaba a mostrar su obsolescencia de cara a las nuevas tecnologías disponibles en ambos bandos, a pesar de su modernización de invierno. Su autonomía y capacidad de portar torpedos era demasiado pequeña para la nueva guerra en el mar, y podía suponer un peligro para su tripulación y para otros U-boot si continuaba operando en el Atlántico Norte. Tras su última patrulla, se otorgó la cruz de caballero a Erich Zürn, oficial ejecutivo durante toda la carrera del buque.

### Retiro
El U 48 retornó a Kiel el 22 de junio de 1941, cuando se le retiró su tripulación, y fue transferido a una flotilla de entrenamiento en el mar Báltico. Al contrario que mucho de sus contemporáneos, el U 48 nunca participó en patrullas contra objetivos soviéticos tras la Operación Barbarroja durante el mes siguiente, y en 1943 fue puesto en servicio reducido, siendo llevado a Neustadt in Holstein con tripulación reducida para mantenimiento menor. Permaneció en esta situación hasta que poco antes del final de la guerra, para evitar su captura, fue echado a pique en la Bahía de Lübeck el 3 de mayo de 1945, donde permanece.

## Hundimiento delCity of Benares
En las últimas horas del 17 de septiembre de 1940, el U 48 le impactó con un torpedo al buque de línea oceánico de 11 000 t SS City of Benares, buque insignia del Convoy OB-213, que se observaba como una silueta contra la luz de la luna en mitad del Atlántico. Lo que desconocía el Teniente de navío Heinrich Bleichrodt es que a bordo del buque, 90 niños eran evacuados a Canadá para alejarlos de la guerra.
Tras un primer intento fallido con dos torpedos, el U 48 lanzó un tercer torpedo que impactó en el City of Benares, entrando en la bodega número 5 por su banda de babor. Inmediatamente, se lanzó un mensaje de socorro por su radio operador, respondiendo a dicho mensaje el destructor de clase Havant HMS Hurricane; el buque más cercano, el SS Marina, también había sido torpedeado por el U 48. Debido al mal tiempo y a la escora que tenía el buque tras un cuarto de hora, hubo serias dificultades para poder lanzar los botes salvavidas desde la cubierta. Como resultado, a muchas de las 400 personas a bordo les fue imposible escapar. Los supervivientes en los botes no fueron rescatados hasta 24 horas después. En ese momento, docenas de niños y adultos habían perdido la vida por las condiciones climatológicas o se habían ahogado, dejando solo a 148 supervivientes. Uno de los botes que pudo ser lanzado, estuvo a la deriva ocho días. En total 258 personas, incluidos 77 de los evacuados, murieron en el desastre, lo cual acabó con el programa de evacuaciones por mar.

## Carrera
| Fecha                    | Buque                    | Nacionalidad | Tonelaje | Destino |  | Fecha                    | Buque               | Nacionalidad | Tonelaje | Destino |
| ------------------------ | ------------------------ | ------------ | -------- | ------- |  | ------------------------ | ------------------- | ------------ | -------- | ------- |
| 5 de septiembre de 1939  | SS Royal Sceptre         | británico    | 4853 t   | Hundido |  | 15 de septiembre de 1940 | SS Alexandros       | griego       | 4343 t   | Hundido |
| 8 de septiembre de 1939  | SS Winkleigh             | británico    | 5055 t   | Hundido |  | 15 de septiembre de 1940 | HMS Dundee          | británico    | 1060 t   | Hundido |
| 11 de septiembre de 1939 | SS Firby                 | canadiense   | 4869 t   | Hundido |  | 15 de septiembre de 1940 | SS Empire Volunteer | británico    | 5319 t   | Hundido |
| 12 de octubre de 1939    | MV Emile Miguet          | francés      | 14 115 t | Hundido |  | 15 de septiembre de 1940 | SS Kenordoc         | británico    | 1780 t   | Hundido |
| 12 de octubre de 1939    | SS Heronspool            | británico    | 5202 t   | Hundido |  | 18 de septiembre de 1940 | SS City of Benares  | británico    | 11 081 t | Hundido |
| 13 de octubre de 1939    | SS Louisiane             | francés      | 6903 t   | Hundido |  | 18 de septiembre de 1940 | SS Marina           | británico    | 5088 t   | Hundido |
| 14 de octubre de 1939    | SS Sneaton               | británico    | 3677 t   | Hundido |  | 18 de septiembre de 1940 | SS Magdalena        | británico    | 3118 t   | Hundido |
| 17 de octubre de 1939    | SS Clan Chisholm         | británico    | 7256 t   | Hundido |  | 21 de septiembre de 1940 | SS Blairangus       | británico    | 4409 t   | Hundido |
| 26 November 1939         | SS Gustaf E. Reuter      | sueco        | 6336 t   | Hundido |  | 21 de septiembre de 1940 | SS Broompark        | británico    | 5136 t   | Dañado  |
| 8 de diciembre de 1939   | SS Brandon               | británico    | 6668 t   | Hundido |  | 11 de octubre de 1940    | MV Brandanger       | noruega      | 624 t    | Hundido |
| 9 de diciembre de 1939   | MV San Alberto           | británico    | 7397 t   | Dañado  |  | 11 de octubre de 1940    | SS Port Gisborne    | británico    | 8390 t   | Hundido |
| 15 de diciembre de 1939  | SS Germaine              | griego       | 5217 t   | Hundido |  | 12 de octubre de 1940    | MV Davanger         | holandés     | 7102 t   | Hundido |
| 10 de febrero de 1940    | SS Burgerdijk            | holandés     | 6853 t   | Hundido |  | 17 de octubre de 1940    | MV Languedoc        | británico    | 9512 t   | Hundido |
| 14 de febrero de 1940    | SS Sultan Star           | británico    | 12 306 t | Hundido |  | 17 de octubre de 1940    | SS Scoresby         | británico    | 3843 t   | Hundido |
| 15 de febrero de 1940    | MV Den Haag              | holandés     | 8971 t   | Hundido |  | 18 de octubre de 1940    | SS Sandend          | británico    | 3612 t   | Hundido |
| 17 de febrero de 1940    | SS Wilja                 | finlandés    | 3392 t   | Hundido |  | 20 de octubre de 1940    | MV Shirak           | británico    | 6023 t   | Hundido |
| 6 de junio de 1940       | SS Stancor               | británico    | 798 t    | Hundido |  | 1 de febrero de 1941     | SS Nicolaos Angelos | griego       | 4351 t   | Hundido |
| 6 de junio de 1940       | SS Frances Massey        | británico    | 4212 t   | Hundido |  | 24 de febrero de 1941    | SS Nailsea Lass     | británico    | 4289 t   | Hundido |
| 7 de junio de 1940       | SS Eros                  | británico    | 5888 t   | Hundido |  | 29 de marzo de 1941      | SS Germanic         | británico    | 5352 t   | Hundido |
| 11 de junio de 1940      | SS Violando N Goulandris | griego       | 2375 t   | Hundido |  | 29 de marzo de 1941      | SS Limbourg         | belga        | 2483 t   | Hundido |
| 19 de junio de 1940      | MV Tudor                 | noruego      | 6607 t   | Hundido |  | 29 de marzo de 1941      | SS Eastlea          | británico    | 4267 t   | Hundido |
| 19 de junio de 1940      | SS Baron Loudoun         | británico    | 3164 t   | Hundido |  | 29 de marzo de 1941      | SS Hylton           | británico    | 5197 t   | Hundido |
| 19 de junio de 1940      | SS Británico Monarch     | británico    | 5661 t   | Hundido |  | 2 de abril de 1941       | SS Beaverdale       | británico    | 9957 t   | Hundido |
| 20 de junio de 1940      | MV Moerdrecht            | holandés     | 7493 t   | Hundido |  | 3 de junio de 1941       | SS Inversuir        | británico    | 9456 t   | Hundido |
| 16 de agosto de 1940     | SS Hedrun                | sueco        | 2325 t   | Hundido |  | 5 de junio de 1941       | MV Wellfield        | británico    | 6054 t   | Hundido |
| 19 de agosto de 1940     | SS Ville de Gand         | belga        | 7590 t   | Hundido |  | 6 de junio de 1941       | SS Tregathen        | británico    | 5201 t   | Hundido |
| 24 de agosto de 1940     | SS La Brea               | británico    | 6666 t   | Hundido |  | 8 de junio de 1940       | MV Pendrecht        | holandés     | 10 746 t | Hundido |
| 25 de agosto de 1940     | MV Athelcrest            | británico    | 6825 t   | Hundido |  | 12 de junio de 1941      | SS Empire Dew       | británico    | 7005 t   | Hundido |
| 25 de agosto de 1940     | SS Empire Merlin         | británico    | 5763 t   | Hundido |  |                          |                     |              |          |         |